# Pasos Pardubice

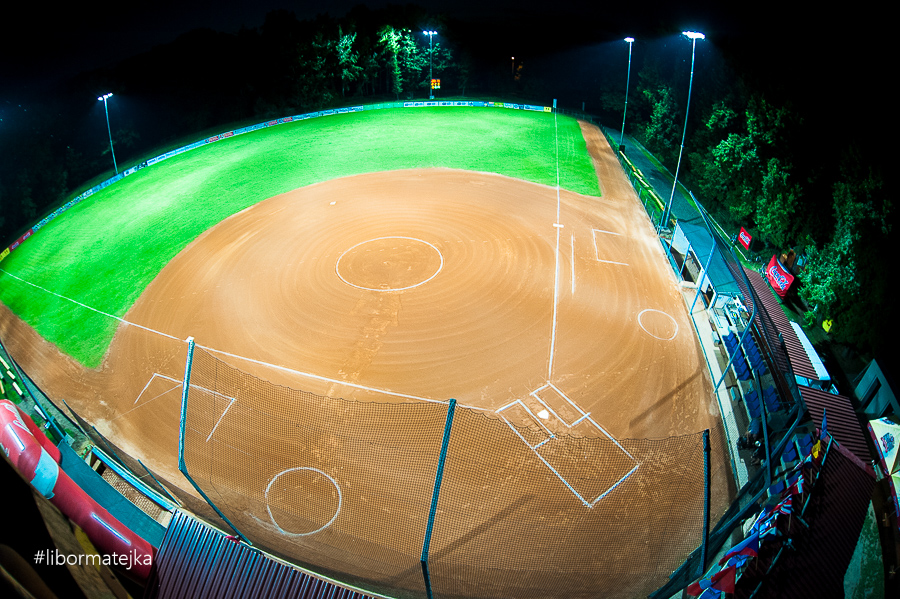
Krtkova aréna - domácí hřiště Pasos Pardubice

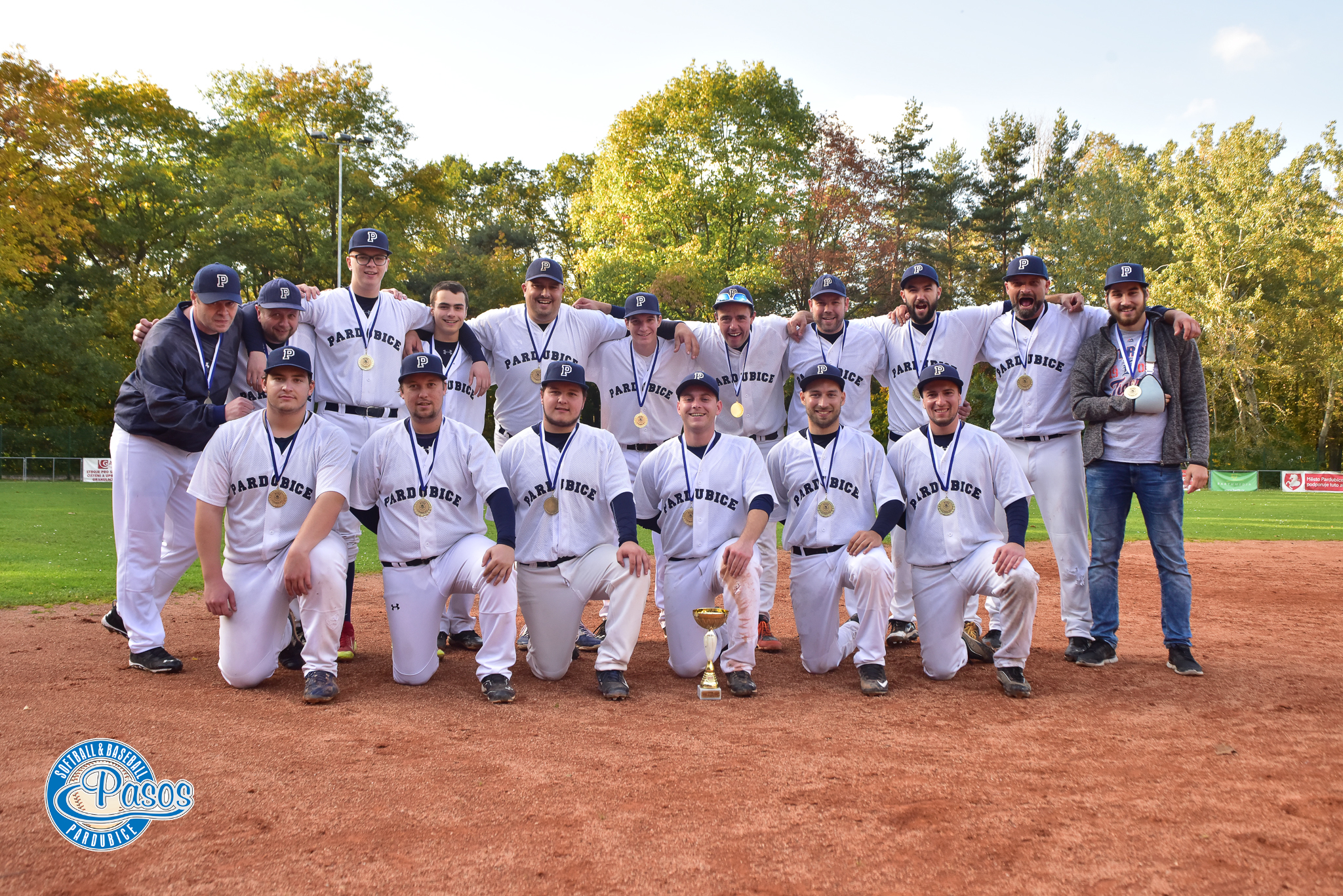
Muži A

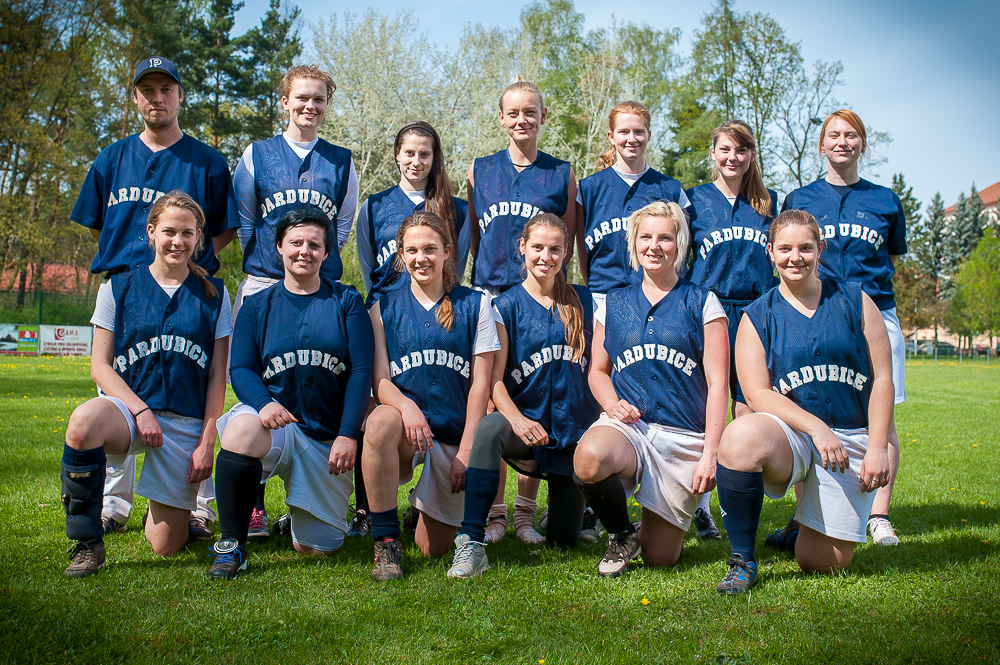
Tým Pasos Pardubice - Ženy

Pasos Pardubice je softballový a baseballový klub založený v roce 1984. Klub sídlí v Pardubicích v České republice.

## Historie klubu
Pasos Pardubice je softballový a baseballový klub s dlouholetou historií, který sídlí v Pardubicích. Klub byl založen v roce 1984 jako VŠCHT Pardubice. Od roku 2007 hraje 2. nejvyšší softbalovou ligu v ČR, kterou v roce 2011 vyhrál. V roce 2015 skončil klub na 2. místě ve 2. softballové lize, ženský tým Pasos Pardubice hraje Východočeskou regionální ligu. V roce 2017 vyhrál 2. ligu a postoupil do Extraligy - nejvyšší softballové soutěže v ČR.
- 1984 – založení klubu pod hlavičkou Vysoké školy chemicko-technologické (VŠCHT), hřiště stálo na místě současné moderní knihovny Univerzity Pardubice
- 1994 – 1995 – existence klubů VŠCHT a Delta
- Kolem roku 1996 – přesun hřiště na Duklu, kde se nachází do dnes
- 1997 – 2004 – Delta Pardubice
- 2005 – mistři České republiky ve smíšených družstvech
- 2006 – 2. místo z Mistrovství Evropy smíšených družstev v Lublani, soupisku tvořili převážně hráči z Pardubic
- 2006 – Tým mužů se přes kvalifikační turnaj probojoval do 2. ligy
- 2007 – 2. liga mužů
- 2008 – Pardubice pořadatelem Poháru vítězů pohárů evropských zemí (PVP)
- 2010 – výstavba nového moderního areálu z dotačního programu MŠMT (stadion, zázemí, hrací plocha, automatické zavlažování, oplocení)
- 2011 – dokončení stavby jednoho z nejmodernějších stadionů v Evropě
- 2011 – mistři 2. ligy mužů, prohraná baráž o postup do extraligy se Snails Kunovice
- 2012 – pořadatel PVP smíšených týmů slowpitch, tým Pasos Pardubice vybojoval 4. místo
- 2012 – pořadatel Fastpitch Challenge národních týmů ČR a Dánska
- 2012 – zastřešení tribuny
- 2013 – pořadatel Mistrovství Evropy míšených týmů slowpitch
- 2013 – nové sedačky na tribunách
- 2014 – pořadatel Mistrovství Evropy mužů fastpitch společně s klubem Hroši Havlíčkův Brod
- 2014 – pořadatel Fastpitch Challenge národních týmů ČR a Dánska
- 2014 – vystavěno osvětlení areálu
- 2015 – tým mužů se probojoval do finále 2. ligy, kde nakonec podlehl týmu Painbusters Most
- 2015 – Mistrovství Evropy slowpitch v Bulharsku, kterého se účastnilo 5 hráčů z řad Pardubického týmu a kteří pomohli vybojovat celkové 2. místo
- 2016 - mužský tým skončil v 2. lize mužů na 5. místě[1].
- 2017 - postup mužského A týmu do Extraligy[2]
- 2018 - sestup A týmu z Extraligy, rozsáhlá obměna kádru
- 2019-20 - mužský tým neexistuje
- 2021 - účast ve druhé lize, pokračuje jen Filip a Matouš. Zbytek týmu tvoří junioři.
- 2023 - potřetí mistři 2. ligy

## Úspěchy

### Softball
- 2005 - titul mistrů ČR smíšených týmů
- 2011 - Vítěz 2. softballové ligy
- 2013 - 1. místo v turnaji Lasky Cup
- 2015 - Vicemistr 2. softballové ligy
- 2017 - Vítěz 2. softballové ligy a postup do Extraligy - nejvyšší softballové ligy v ČR
- 2022 - 1. místo MČR U11
- 2023 - Vítěz 2. ligy mužů
- 2023 - 1. místo Open pohár U16 kluci

### Slowpitch
2013 - Vítěz turnaje Franc Josef I. CUP

## Sezóny
| Sezóna | Výhry | Prohry |
| ------ | ----- | ------ |
| 2007   | 14    | 18     |
| 2008   | 16    | 16     |
| 2009   | 18    | 14     |
| 2010   | 13    | 19     |
| 2011   | 21    | 7      |
| 2012   | 15    | 13     |
| 2013   | 13    | 15     |
| 2014   | 11    | 13     |
| 2015   | 21    | 4      |
| 2016   | 13    | 15     |
| 2017   | 20    | 8      |
| 2018   | 2     | 32     |
| 2023   | 24    | 12     |

## Soupiska
| #  | Pozice | Hráč           |
| -- | ------ | -------------- |
| 1  | P      | Jan Čech       |
| 2  | P      | Wout Cnops     |
| 3  | 3B     | Matouš Dvořák  |
| 4  | 3B     | Marek Fibiger  |
| 5  | SS     | Vojtěch Forman |
| 6  | C      | George Harris  |
| 7  | OF     | Jakub Jehlička |
| 8  | OF     | Roman Jochec   |
| 9  | 2B     | Ivo Karkan     |
| 10 | P      | Filip Koblížek |
| 11 | 1B     | Jan Kvapilík   |
| 12 | OF     | Pavel Mach     |
| 13 | 3B     | Tomáš Mertlík  |
| 14 | OF     | Martin Moravec |
| 15 | 3B     | Peter Samek    |
| 17 | C      | Michal Šimurda |
| 18 | 1B     | Martin Turek   |

## Mezinárodní pořadatel
Pasos Pardubice jsou častým organizátorem mezinárodních akcí. V roce 2012 pořádal klub Evropský pohár ve slowpitchi, v roce 2013 pořádal Mistrovství Evropy v Co-ED Slowpitchi. V roce 2014 se Pardubice staly společně s Hroši Havlíčkův Brod spolupořadateli 12. Mistrovství Evropy mužů ve softballe.
V roce 2016 se Pasos Pardubice stal pořadatelem Mistrovství Evropy žen do 22 let ve softballe.

## Aktuální soutěže
V současné době má klub více než 100 členů a hraje následující soutěže:
- Muži A - Extraliga
- Muži B - Východočeská liga
- Junioři - Otevřená soutěž juniorů
- Kadeti - 2. liga kadetů
- Žáci - 2. liga žáků
- Ženy - 3. liga žen
- Coachball - 2. liga coachballu

## Krtkova aréna
Krtkova aréna je domácí hřiště Pasos Pardubice. Adresa je: Josefa Ressla 2868, Pardubice. V roce 2010 a 2011 bylo byla Krtkova aréna rekonstruována. Hřiště splňuje nyní mezinárodní standardy fastpitche a slowpitche.

## Fotogalerie

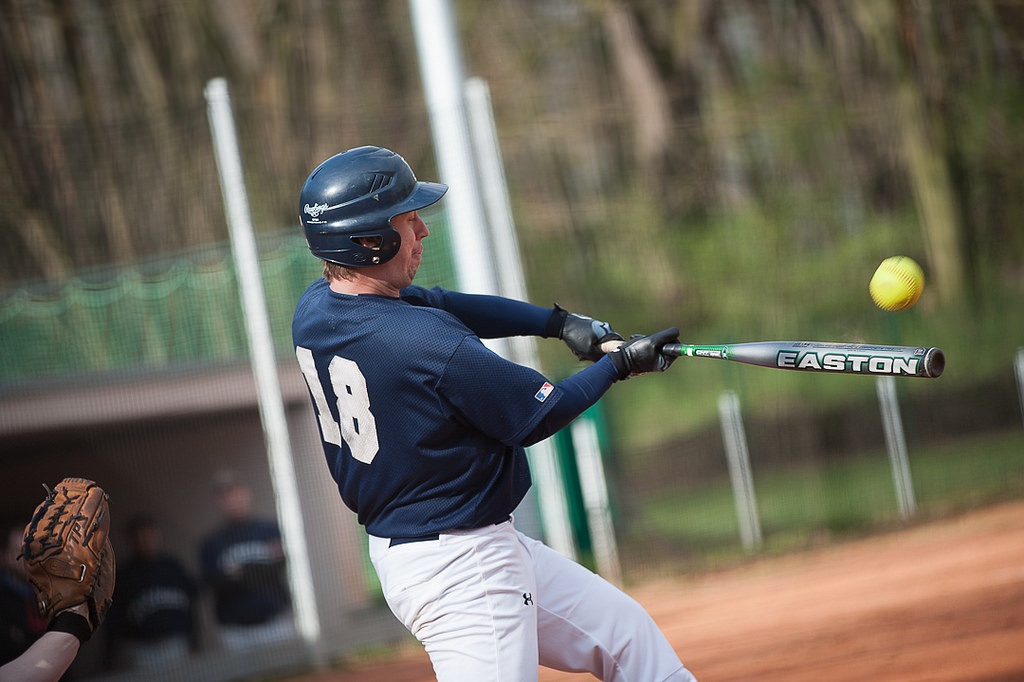
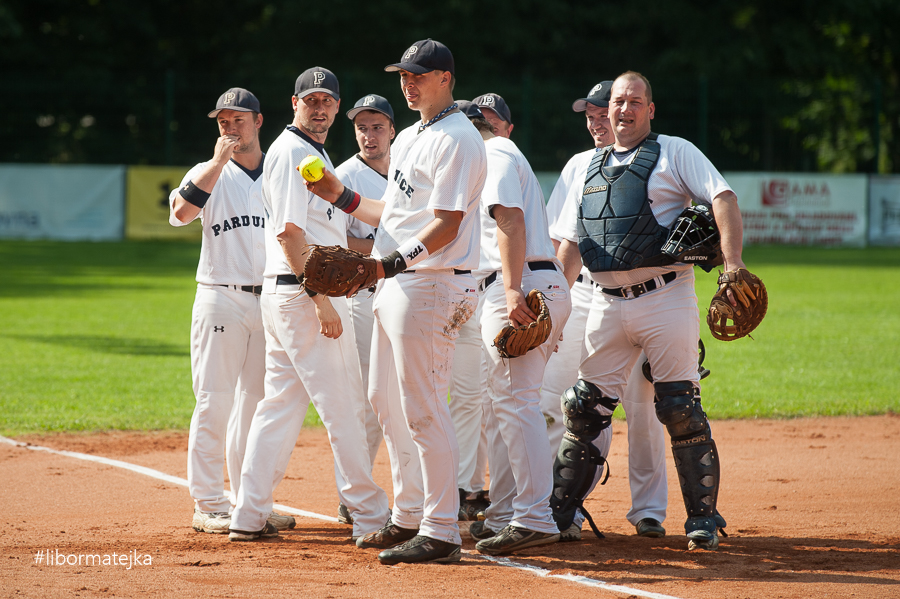
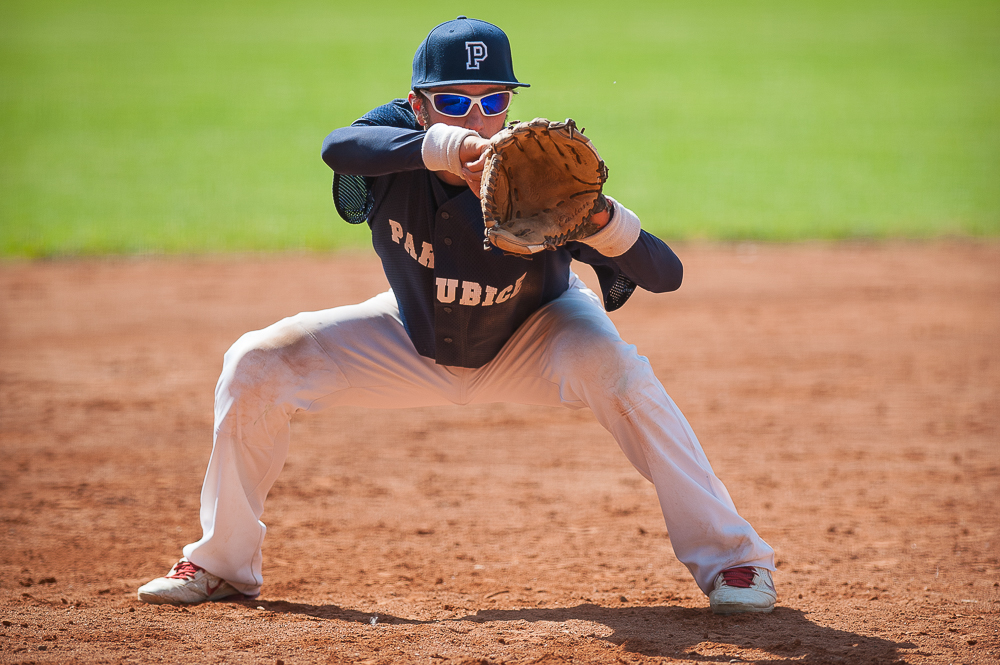
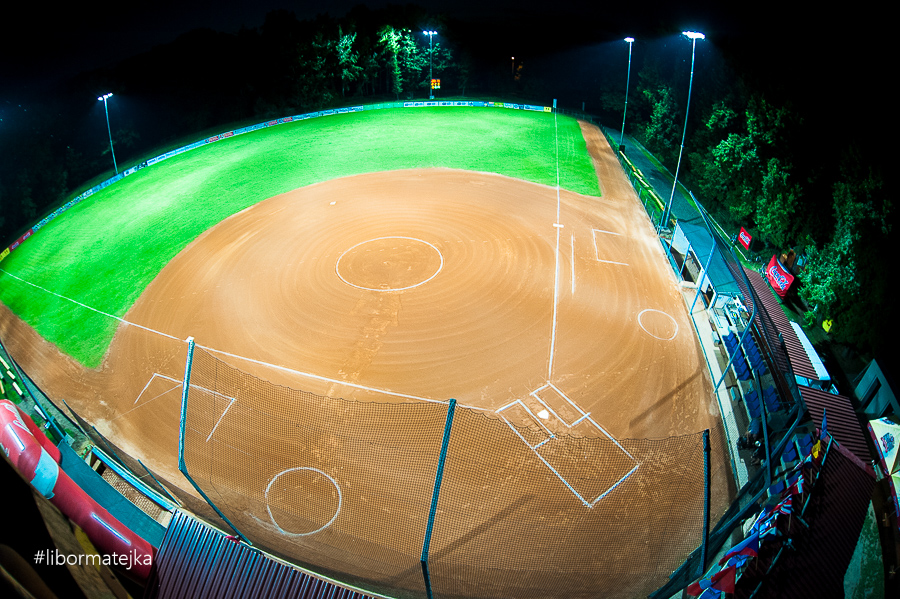